# Język judeogruziński
Język judeogruziński, zwany również żydowsko-gruzińskim, kiwruli lub gruzinit (hebr. ‏גרוזינית‎) – tradycyjna mowa Żydów zamieszkałych lub pochodzących z Gruzji.

## Charakterystyka
Judeogruziński jest jedynym kartwelskim językiem żydowskim. Posługuje się nim 85 tys. osób, w tym 20 tys. osób w Gruzji, 60 tys. w Izraelu oraz 4 tys. w USA, Belgii, Rosji oraz Kanadzie. Zapisywany jest alfabetem hebrajskim, niekiedy również alfabetem łacińskim.